# Alexeï Skouratov
Pour les articles homonymes, voir Skouratov.
Alexeï Ivanovitch Skouratov (en russe Алексей Иванович Скуратов), né en 1709 à Bol'shoye Skuratovo (ceb) et mort après ou en 1765, est un navigateur russe. 
Il est connu pour avoir participé à la deuxième expédition du Kamtchatka. 

## Biographie

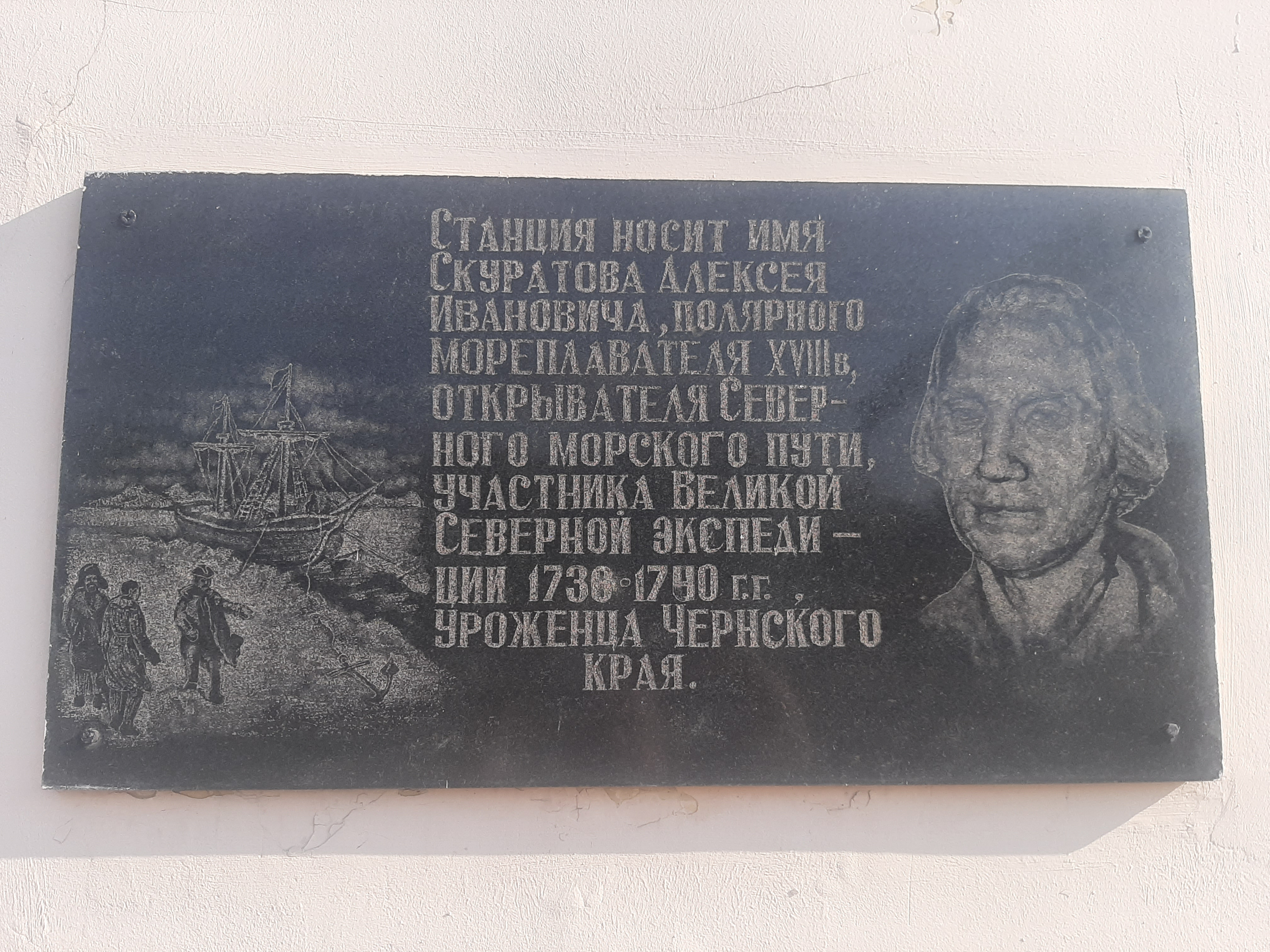
Plaque commémorative

En 1721, il entre à l'Académie navale et obtient cinq ans plus tard son diplôme avec mention. Aspirant (1726), il est envoyé en France pour se perfectionner dans les sciences. À son retour, il devient enseignant à l'Académie.
En 1736-1739, il prend part aux travaux du détachement Dvina-Ob sous la direction de Stepan Malyguine. À la suite de l'expédition, Malyguine et Skouratov compilent la première carte de la côte des mers de Barents et de Kara de la région d'Arkhangelsk à l'embouchure de l'Ob. La longueur de la côte indiquée sur la carte est d'environ 4 000 kilomètres. Le nom « mer de Kara » apparait pour la première fois sur cette carte, en souvenir de l'hivernage du détachement sur le fleuve Kara.
À la fin de l'expédition, il sert dans la flotte de la Baltique sur les navires Astrakhan, Azov et Peter. Le 11 septembre 1762, il est « libéré pour cause de maladie » avec le grade de capitaine de second rang. Le décret de démission ne suit qu'en 1765. L'année de sa mort n'est pas établie et sa tombe ne semble pas avoir été conservée.
L'arrière-petit-fils de Skouratov, Sergei Nikolaevich Tourgenev, est le père de l'écrivain Ivan Tourgueniev.